# تزلج شراعي
التزلج الشراعي هي رياضة حركية تجمع بين جوانب التزلج على الجليد والتزلج على الماء وركوب الأمواج في رياضة واحدة. حيث يستخدم لوح التزلج الشراعي قوة الرياح مع طائرة ورقية كبيرة يمكن التحكم فيها ليتم دفعها عبر الماء أو الثلج أحيانًا.

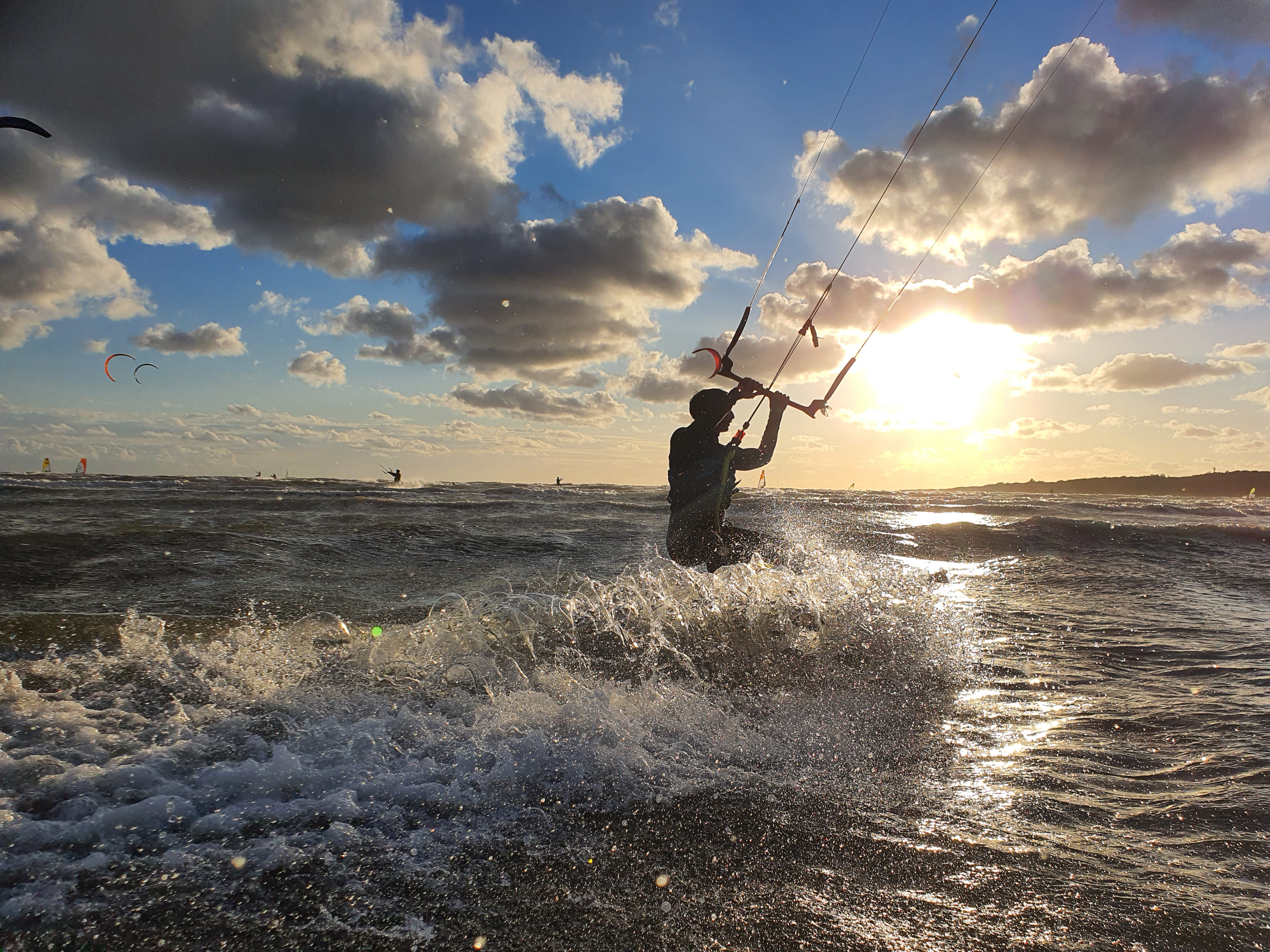
راكب الأمواج الشراعي في فاربيرغ, السويد.

مقارنة برياضات الإبحار الأخرى، يعد التزلج الشراعي أقل تكلفة (بما في ذلك المعدات) والأكثر ملاءمة. كما أنها فريدة من نوعها من حيث أنها تحصد طاقة الرياح من حجم جو أكبر بكثير، مقارنة بحجم الشراع.
تعتمد رياضة التزلج الشراعي على قوة الرياح باستخدام الشراع من أجل دفع وتحريك اللوح على سطح الماء. هناك دورة تسمى نقطة الأمواج والتي تهدف للتركيز على اتجاه الرياح. ركوب الأمواج التقليدي لا يمكنه أخذ الطاقة من اللوح أثناء ركوب الموج القريب من الرياح. عند ركوب الأمواج، يقوم راكب الموج بضبط لوح التزلج تبعا لاتجاه الريح من أجل تحريك اللوح بواسطة قوة الرياح.

## التسميات والأسماء

### سبب التسمية
سميت باسم التزلج الشراعي نسبة إلى استخدام الشراع في المساعدة على التزلج

### أسماء أخرى
تسمى رياضة التزلج الشراعي 《وجميع الرياضات المشابهة 》 بالركمجة التي تعني راكب الأمواج.
وتسمى أيضا رياضة التزحلق الشراعي

## فوائد صحية
نصح البروفيسور الفرنسي جيوم باروك بالاستفادة من ممارسة «الركمجة». لمن يقضون إجازتهم على البحر وهذه الرياضة هي لوح خشبي ومجذاف في اليد للاستمتاع بالتأمل في البحر، مما يقوي القلب والتنفس ويوفر الحصول على الأوكسجين، واستنشاق هواء البحر الذي يساعد على ضخ الدم في جميع أنحاء الجسم. وأضاف أن الوقوف أثناء الرياضة يساعد على التخلص من آلام العمود الفقري ويفقد من 200 إلى 300 سعرة حرارية في نصف ساعة تقريبا.

## السلامة

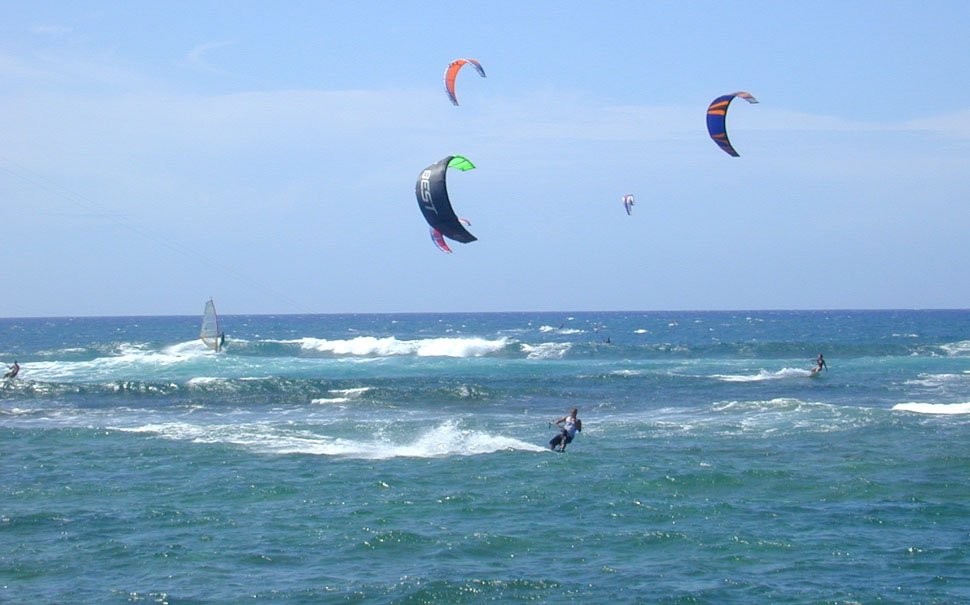
تزلج شراعي قبالة موكوليا على الشاطئ الشمالي لجزيرة أواهو.

رغم أن هذه رياضة مفيدة وممتعة لكن يجب الالتزام بعدة قوانين للحفاظ على السلامة:

### اللياقة البدنية
وضح الخبير الرياضي إنغو فربوزة عن ضرورة تمتع الرياضيون المبتدئون في ممارسة هذه الرياضة بقدر من اللياقة البدنية، إذ لا يُكتفى بالاعتماد على عضلات الأيدي والأذرع والأكتاف فقط عند ممارسة هذه الرياضة، إنما يستلزم الأمر أيضًا على تحمل عضلات البطن والساقين. وأوصى بأنه من الأفضل ألا يقدم على ممارسة هذه الرياضة سوى السباحين الماهرين، وذلك كي يتسنى لهم إنقاذ أنفسهم والوصول إلى الشاطئ إذا تعرضوا للسقوط في الماء. وأضاف يمكن للرياضيين المتمرسين استخدام المنحدرات، وذلك كي يتسنى لهم القفز في الهواء أو عمل حركات دائرية في الماء.

### الطقس
إن التنبؤ بالطقس والوعي بهما هما العامل الرئيسي لركوب الطائرة الشراعية الآمنة. إن الافتقار إلى الوعي بالطقس وفهم الأرقام أمر متكرر، ولكن تجنب مشاكل الطقس أمر ممكن الاختيار إن الاهتمام بالطقس والبقاء في حدود قدرة الدراجين سيوفر تجربة أكثر أمانًا.

### موقع مناسب
يجب اختيار موقع مناسب فعند اختيار المواقع غير الملائمة لركوب الأمواج الشراعية تمر الرياح فوق الأرض مما يخلق ظل الرياح، حيث يسبب الدوار الذي له هبات واضحة وعدم تهدئة قد أخذ أيضًا في الحسبان العديد من الحوادث يمكن أن يكون ركوب الأمواج الشراعي بالقرب من جبهات العاصفة خطيرًا بشكل خاص بسبب التغيرات السريعة في قوة الرياح واتجاهها.

### مساحات مناسبة
عدم وجود منطقة عازلة اتجاه الريح كافية المسافة ساهم بين الشراع والأجسام الصلبة إلى وقوع الحوادث والحد من المسافة المتاحة والوقت لرد فعل. يمكن أن يكون القفز والتنقل جوا في أماكن غير مناسبة مثل المياه الضحلة أو بالقرب من الأجسام الثابتة أو الطافية أمرًا خطيرًا. تعد الاصطدامات مع راكبي الأمواج، أو غيرها من ألواح الطائرات الورقية أو المراكب المائية مخاطر أو الشراع، خاصة في الأماكن المزدحمة.

### العوامل المشددة
لوح التزلج الشراعي المنفرد كان سببًا متكررًا في الحوادث؛ يجب أن يحاول لاعبو الطائرات الورقية الطيران الورقي مع الأصدقاء ومراقبة بعضهم البعض. يمكن لركوب الأمواج الشراعي أن يبتعد عن الشاطئ أكثر من السباحة السهلة، وهذا هو السبب الرئيسي الذي يمنع ركوب الأمواج الشراعية في الرياح البحرية مباشرة. وتشمل المخاطر البحرية مثل أسماك القرش، قنديل البحر، ثعالب البحر، الدلافين، وحتى التماسيح، اعتمادا على الموقع. كان الغرق عاملًا في الحوادث الخطيرة أيضًا، وربما تم تجنبه في بعض الحالات من خلال استخدام مساعد التعويم المناسب أو سترة الصدمة وتطوير مهارات السباحة المقبولة.

### رياضات مشابهة
- التزلج على الجليد
- تزلج على الماء
- التزلج على الرمال

### مقالات مشابهة
- التزلج الفني في الألعاب الأولمبية الشتوية 2018 - الرقص على الجليد